# 256892 Wutayou
256892 Wutayou este un asteroid din centura principală, descoperit pe 27 februarie 2008, de Chi-Sheng Lin și Quanzhi Ye.